# 異世界からのノノ
『異世界からのノノ』（いせかいからのノノ、原題：諾諾来自異世界）は、中華人民共和国の上海悠星網絡科技公司が開発したスマートフォン向けゲームアプリ。日本では2017年7月20日に日本現地法人であるYostarから配信が開始された。日本の声優を起用した中国製日系ゲームのひとつ。
2018年12月26日をもってサービスを終了した。

## 世界観
優れた機械工学と霊能技術に恵まれ繁栄を極めるストゥ・ファウスト帝国は、霊能の源である水晶の過剰採掘により各地で異変が生じ始めた。その異変を解決すべく、帝国が設立した異界調査局に所属する「調律師」たちは、異変が発生した異世界に行き来して「調律」を行う。
「極地支部」に配属された新人調律師ノノリア・アイラ（通称：ノノ）は、仲間たちとともに、冒険と友情の日常を繰り広げていく。

## 登場人物

### 主要人物
ノノリア・アイラ
声 - 東山奈央
ルリ・ラピス
声 - 名塚佳織
ミユ（μ）
声 - 加隈亜衣
レナ
声 - 大原さやか
ユリカ
声 - 久野美咲